# 沙泰勒德茹
沙泰勒德茹（法語：Châtel-de-Joux，法語發音：[ʃatɛl də ʒu]）是法国汝拉省的一个市镇，属于圣克洛德区。

## 地理
沙泰勒德茹（46°31'36"N, 5°47'38"E）面积14.13 平方千米，位于法国勃艮第-弗朗什-孔泰大區汝拉省，该省份为法国东部内陆省份，北起上索恩省，西北接科多尔省，西临索恩-卢瓦尔省，南至安省，东与杜省和瑞士接壤。
与沙泰勒德茹接壤的市镇（或旧市镇、城区）包括：圣莫里斯-克里亚、埃蒂瓦勒、克莱尔沃莱拉克、拉弗拉内、欧特库尔、默西亚、苏西亚、图瓦里亚、楠谢。

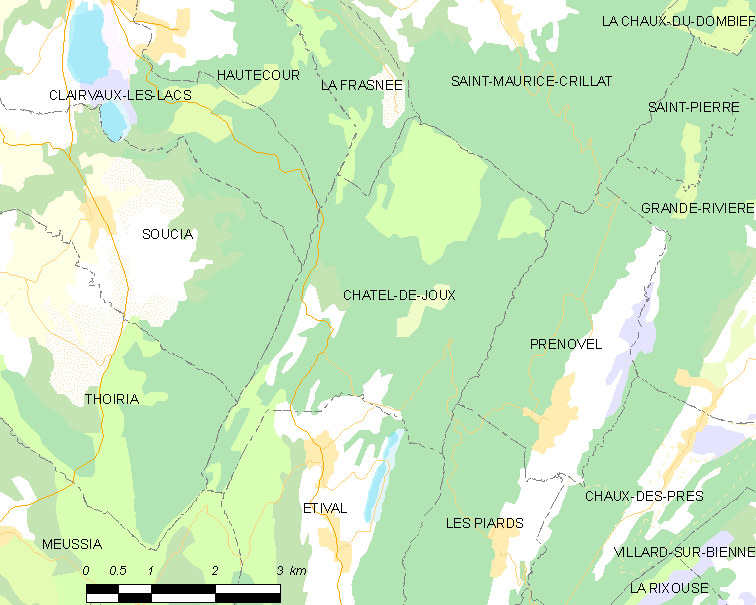
沙泰勒德茹的OSM定位图

沙泰勒德茹的时区为UTC+01:00、UTC+02:00（夏令时）。

## 行政
沙泰勒德茹的邮政编码为39130，INSEE市镇编码为39118。

## 政治
沙泰勒德茹所属的省级选区为穆瓦朗昂蒙塔涅县。

## 人口

1962-2008年间沙泰勒德茹人口变化图示

沙泰勒德茹于2022年1月1日时的人口数量为49人。